# Byrsonima pachypoda
Byrsonima pachypoda là một loài thực vật có hoa trong họ Malpighiaceae. Loài này được W.R.Anderson mô tả khoa học đầu tiên năm 1981.